# Koprivnik (Kočevje, Slovenija)
Koprivnik je naselje u slovenskoj Općini Kočevju. Koprivnik se nalazi u pokrajini Dolenjskoj i statističkoj regiji Jugoistočnoj Sloveniji. 

## Stanovništvo
Prema popisu stanovništva iz 2002. godine naselje je imalo 65 stanovnika.